# تیتانوپونوس
تیتانوپونوس (نام علمی:Titanophoneus) (به معنی قاتل تایتانیک) یک سرده منقرض‌شده و گوشت‌خوار از راسته ددکمانان و زیرراسته سهمگین‌سران است که در اواسط دوره پرمین در روسیه زندگی می‌کرد. تا کنون یک گونه از این سرده با نام تیتانوپونوس پوتنس کشف و توصیف شده است. از لحاظ ریخت‌شناسی تیتانوپونوس شبیه به پلیکوسورهایی مانند دیمترودون بود و اندام‌های حرکتی کوتاه و دمی بلند داشت. این ویژگی‌ها نشان می‌دهند که تیتانوپونوس برخلاف ددکمانان پیشرفته‌تر مانند اینوسترانسویا یک ددکمان اولیه محسوب می‌شود. با این وجود تیتانوپونوس در زمان خودش درنده موفقی بوده و یک شکارچی رأس هرم غذایی محسوب می‌شد. این جانور دارای ۱۲ دندان پیش و نیز ۲ دندان نیش بلند و برجسته در فک بالای خود بود ولی فک پایین آن دندان نیش نداشت. جمجمه تیتانوپونوس بسیار بزرگ بود و می‌توانست تا ۸۰ سانتی‌متر نیز طول داشته باشد. طول بدن خود جانور حدود ۲٫۸۵ متر بوده است.